# Rudi Istenič
Rudi Istenič, slovenski nogometaš, * 10. januar 1971, Köln, Zahodna Nemčija.

## Kariera
Istenič, ki se je rodil slovenskim staršem na delu v Nemčiji je kot mladinec igral za 1. FC Köln ter Bayer Leverkusen. Po krajšem igranju za SV Straelen je prestopil v bundesligaški klub Fortuna Düsseldorf. Kasneje je igral še za KFC Uerdingen 05, Eintracht Braunschweig in KSV Hessen Kassel.

## Reprezentančna kariera
Istenič je za Slovensko nogometno reprezentanco odigral 17 tekem, z reprezentanco pa se je uvrstil tudi na Evropsko prvenstvo v nogometu 2000.